# Machault (Seine-et-Marne)
Pour les articles homonymes, voir Machault.
Machault est une commune française située dans le département de Seine-et-Marne en région Île-de-France.

## Géographie

### Localisation
La commune est située entre Melun et Montereau-Fault-Yonne, à environ 15 kilomètres au S-E du premier et 13 km au N-O du second..

### Hydrographie

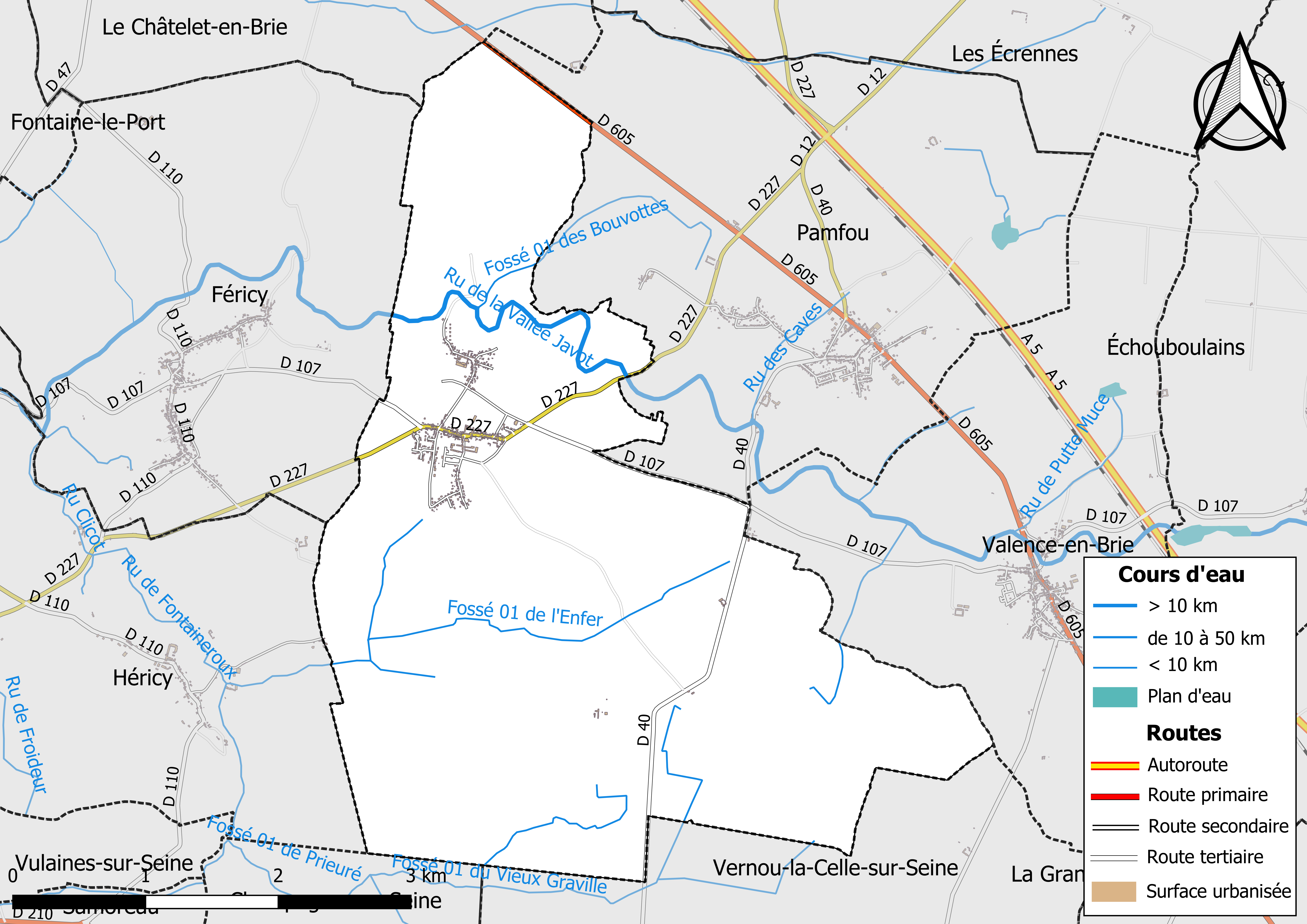
Carte des réseaux hydrographique et routier de Machault.

Le réseau hydrographique de la commune se compose de neuf cours d'eau référencés :
- le ru de la Vallee Javot, long de 28,99 km[1], affluent de la Seine ;
  - le fossé 01 du Bois de la Chapelle, 1,80 km[2], et ;
  - le fossé 01 des Bouvottes, 2,56 km[3], qui confluent avec le ru de la Vallee Javot ;
- le ru de Fontaineroux, 3,39 km[4], affluent du ru Clicot ;
  - le fossé 01 de la Garenne de Boissy, 1,24 km[5], affluent du ru de Fontaineroux ;
    - le fossé 01 de l'Enfer, 3,00 km[6], affluent du fossé 01 de la Garenne de Boissy ;
- le fossé 01 du Bois de Valence, canal de 1,76 km[7] ;
- le fossé 01 du Vieux Graville, canal de 4,04 km[8], qui conflue avec le fossé 01 de Prieuré ;
  - le fossé 02 du Bois de Valence, canal de 1,41 km[9], qui conflue avec le fossé 01 du Vieux Graville.

La longueur totale des cours d'eau sur la commune est de 12,32 km.

### Climat
Pour des articles plus généraux, voir Climat de l'Île-de-France et Climat de Seine-et-Marne.
En 2010, le climat de la commune est de type climat océanique dégradé des plaines du Centre et du Nord, selon une étude du CNRS s'appuyant sur une série de données couvrant la période 1971-2000. En 2020, Météo-France publie une typologie des climats de la France métropolitaine dans laquelle la commune est exposée à un climat océanique altéré et est dans la région climatique Nord-est du bassin Parisien, caractérisée par un ensoleillement médiocre, une pluviométrie moyenne régulièrement répartie au cours de l’année et un hiver froid (3 °C).
Pour la période 1971-2000, la température annuelle moyenne est de 11 °C, avec une amplitude thermique annuelle de 15,5 °C. Le cumul annuel moyen de précipitations est de 712 mm, avec 11,4 jours de précipitations en janvier et 7,7 jours en juillet. Pour la période 1991-2020, la température moyenne annuelle observée sur la station météorologique la plus proche, située sur la commune de Fontainebleau à 11 km à vol d'oiseau, est de 11,1 °C et le cumul annuel moyen de précipitations est de 740,1 mm,. Pour l'avenir, les paramètres climatiques de la commune estimés pour 2050 selon différents scénarios d'émission de gaz à effet de serre sont consultables sur un site dédié publié par Météo-France en novembre 2022.

### Milieux naturels et biodiversité
L’inventaire des zones naturelles d'intérêt écologique, faunistique et floristique (ZNIEFF) a pour objectif de réaliser une couverture des zones les plus intéressantes sur le plan écologique, essentiellement dans la perspective d’améliorer la connaissance du patrimoine naturel national et de fournir aux différents décideurs un outil d’aide à la prise en compte de l’environnement dans l’aménagement du territoire.
Le territoire communal de Machault comprend trois ZNIEFF de type 1,, : 
- la « forêt domaniale de Champagne » (487,55 ha), couvrant 5 communes du département[18] ;
- les « Pelouses et prairies de Machault » (23,77 ha), couvrant 2 communes du département[19],
- la « Zone centrale du bois de Valence » (98 ha), couvrant 2 communes du département[20] ;

et deux ZNIEFF de type 2, : 
- les « Bois de Valence et de Champagne » (3 706,85 ha), couvrant 9 communes du département[21] ;
- les « Forêt de Barbeau et bois de Saint-Denis » (814,38 ha), couvrant 5 communes du département[22].

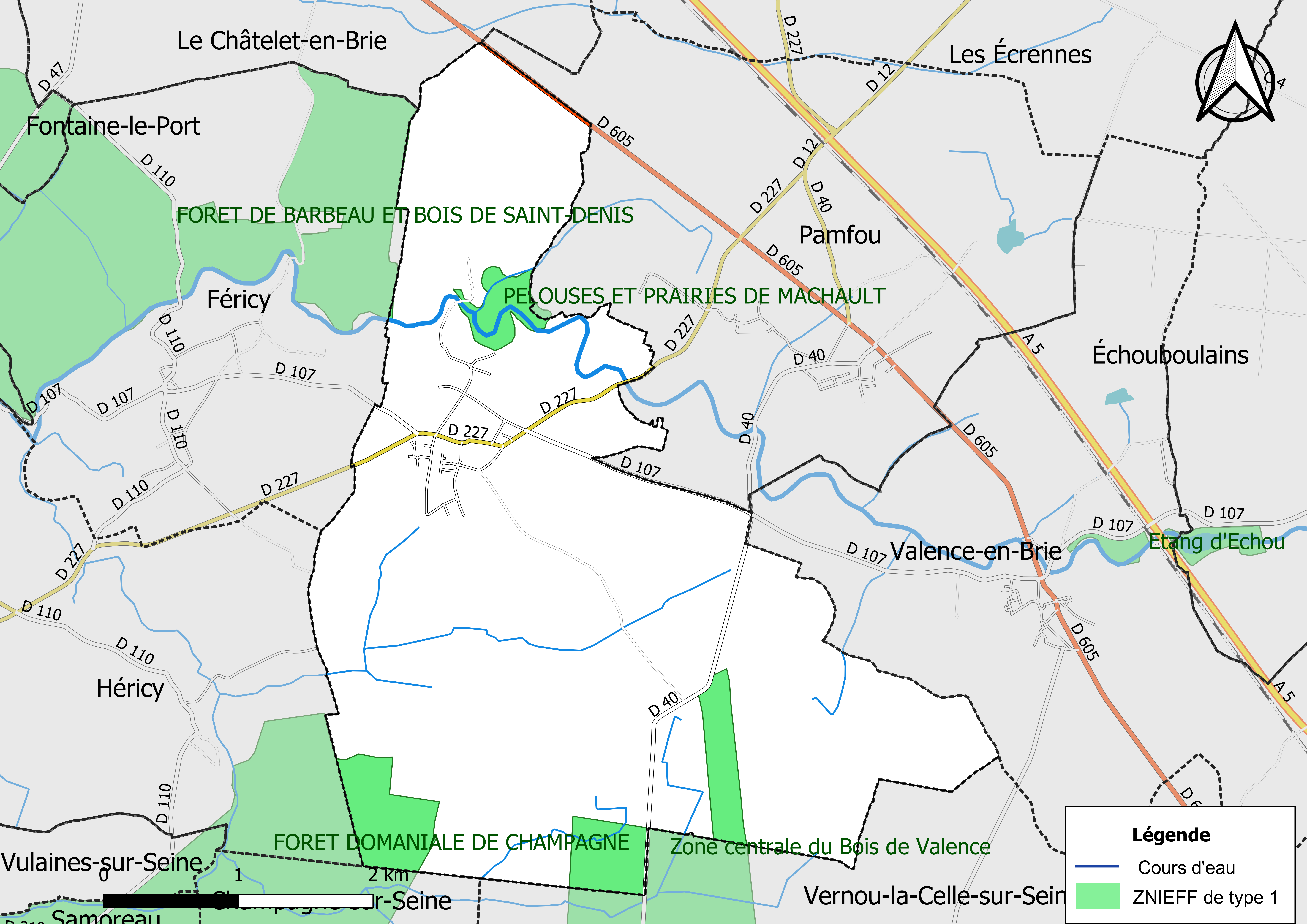
Carte des ZNIEFF de type 1 de la commune.
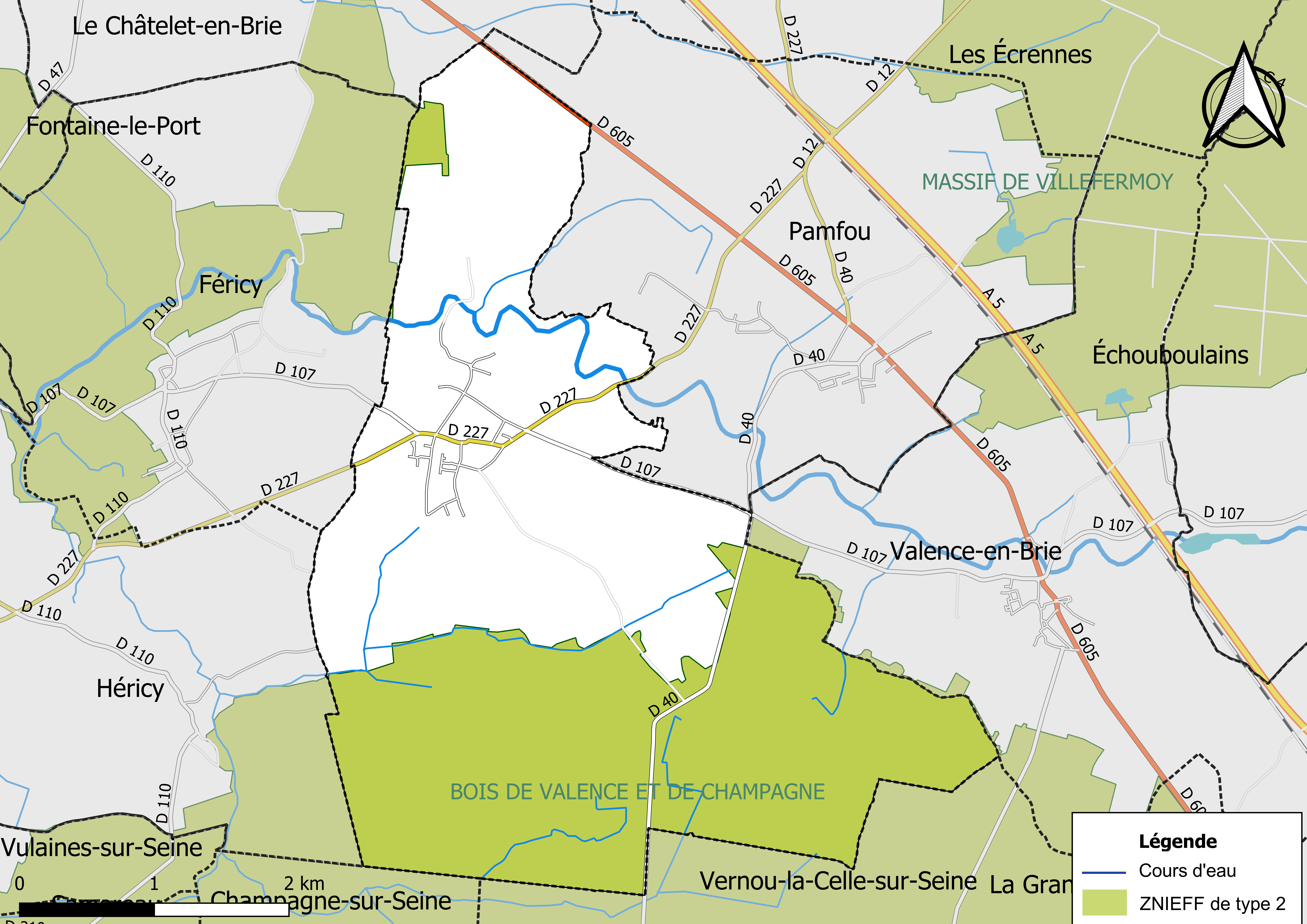
Carte des ZNIEFF de type 2 de la commune.

## Urbanisme

### Typologie
Au 1er janvier 2024, Machault est catégorisée bourg rural, selon la nouvelle grille communale de densité à sept niveaux définie par l'Insee en 2022.
Elle est située hors unité urbaine. Par ailleurs la commune fait partie de l'aire d'attraction de Paris, dont elle est une commune de la couronne,. Cette aire regroupe 1 929 communes,.

### Lieux-dits et écarts
La commune compte 80 lieux-dits administratifs répertoriés consultables ici dont Villiers.

### Occupation des sols
L'occupation des sols de la commune, telle qu'elle ressort de la base de données européenne d’occupation biophysique des sols Corine Land Cover (CLC), est marquée par l'importance des forêts et milieux semi-naturels (51,9 % en 2018), une proportion identique à celle de 1990 (51,9 %). La répartition détaillée en 2018 est la suivante : 
forêts (50,2% ), terres arables (42% ), prairies (4,5% ), zones urbanisées (1,7% ), milieux à végétation arbustive et/ou herbacée (1,7 %).
Parallèlement, L'Institut Paris Région, agence d'urbanisme de la région Île-de-France, a mis en place un inventaire numérique de l'occupation du sol de l'Île-de-France, dénommé le MOS (Mode d'occupation du sol), actualisé régulièrement depuis sa première édition en 1982. Réalisé à partir de photos aériennes, le Mos distingue les espaces naturels, agricoles et forestiers mais aussi les espaces urbains (habitat, infrastructures, équipements, activités économiques, etc.) selon une classification pouvant aller jusqu'à 81 postes, différente de celle de Corine Land Cover,,. L'Institut met également à disposition des outils permettant de visualiser par photo aérienne l'évolution de l'occupation des sols de la commune entre 1949 et 2018.

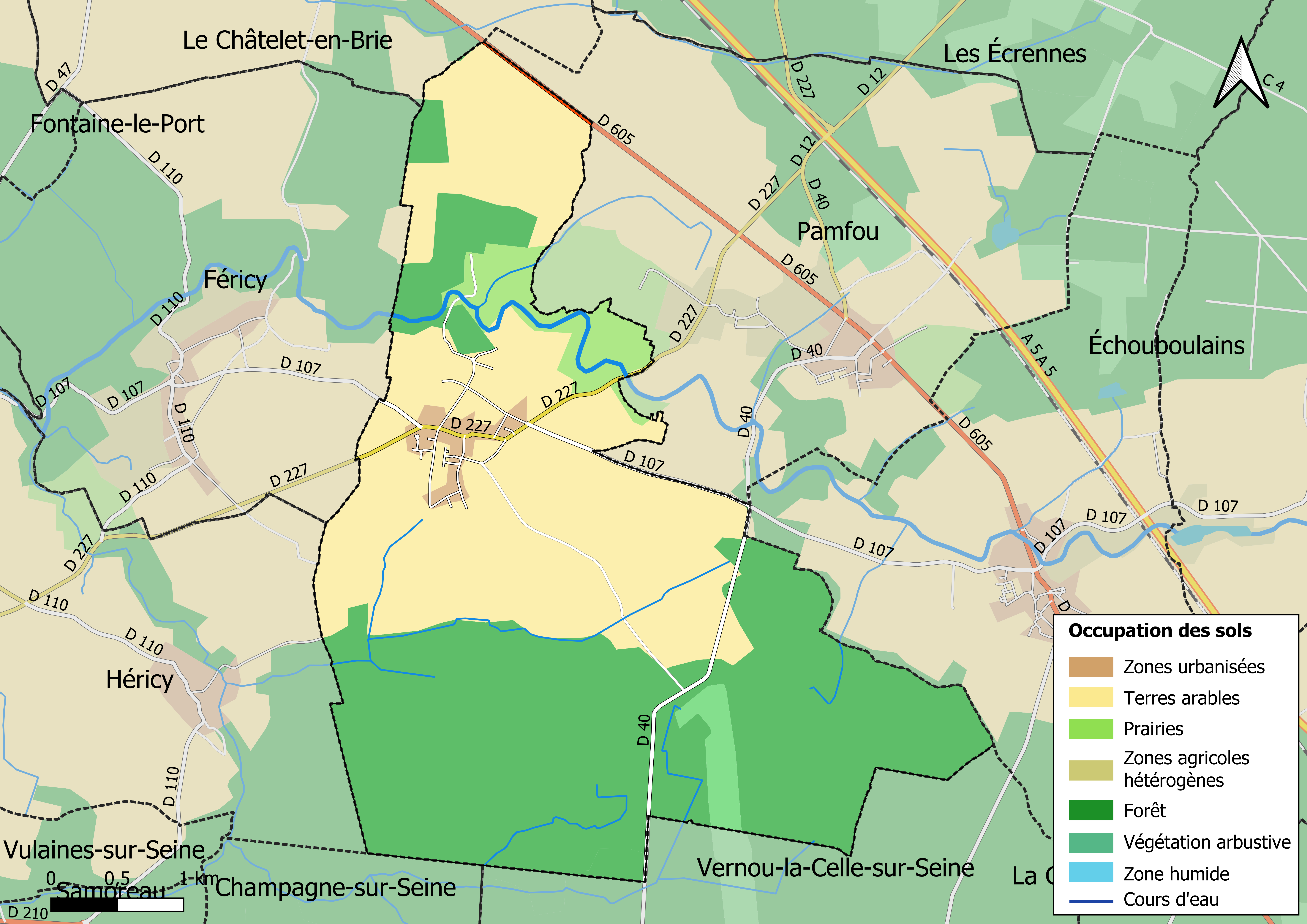
Carte des infrastructures et de l'occupation des sols en 2018 (CLC) de la commune.
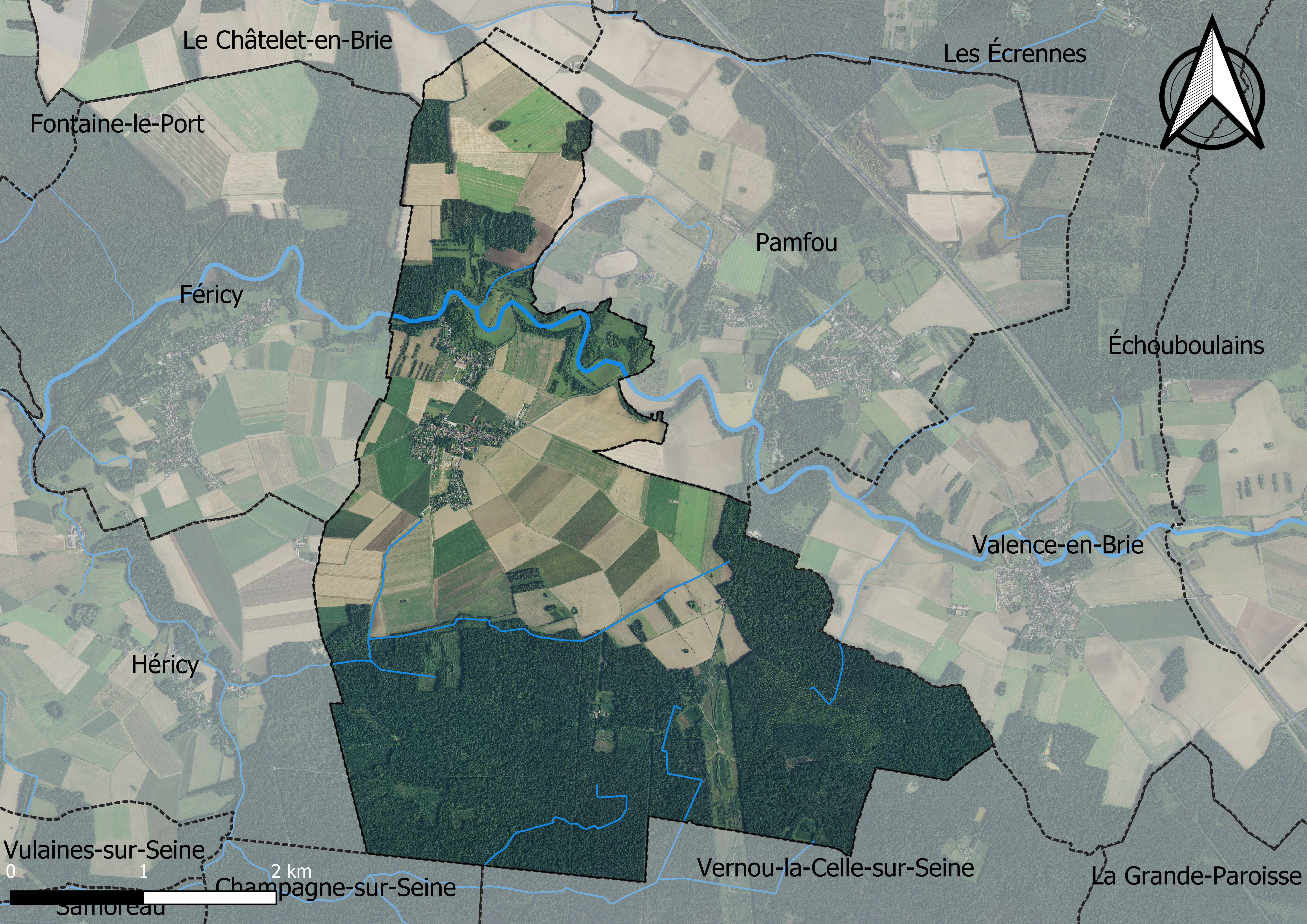
Carte orhophotogrammétrique de la commune.

### Planification
La commune disposait en 2019 d'un plan local d'urbanisme en révision. Le zonage réglementaire et le règlement associé peuvent être consultés sur le Géoportail de l'urbanisme.

### Logement
En 2017, le nombre total de logements dans la commune était de 336 dont 92 % de maisons et 7,2 % d'appartements.
Parmi ces logements, 89,1 % étaient des résidences principales, 3,5 % des résidences secondaires et 7,3 % des logements vacants.
La part des ménages fiscaux propriétaires de leur résidence principale s'élevait à 81,2 % contre 16,4 % de locataires et 2,3 % logés gratuitement.

### Voies de communication et transports

#### Transports
La commune est desservie par les lignes d'autocars du réseau de bus Fontainebleau - Moret :
- No 41 (Melun – Montereau-Fault-Yonne) ;
- No 42 (Le Chatelet-en-Brie – Champagne-sur-Seine).

## Toponymie
Le nom de la localité est mentionné sous les formes Machelum vers 982 ; Machili en 1005 ; « Machelo, altare in honore sancti Germani » en 1005 ; Macheolum en 1202 ; Machol en 1215 ; Macholium en 1216 ;  Machel en 1228 ; Machiel en 1230 ; Machou en 1250 ; Machellum en 1262 ; Machiau en 1270 ; Mecholium en 1271 ; Macellum en 1277 ; Macheau au XIVe siècle ; Machaut en 1405 ; Machau en Brie en 1462 ; Machau en 1516 ; Machau en Brie en 1525 ; « Machaux au diocèse de Sens » en 1785.
De l'oïl machau, machaut « grange sans toit, tas, monceau », du bas latin, Machalum ou Machale, très proche du toponyme de 982 et qui signifie la « grange », désignation qui s'accorde bien à la modeste exploitation agricole qui devait constituer à cette époque ce qui n'était pas encore un village.

## Histoire
Le 4 mars 1988, le Vol 230 TAT parti de l'aéroport de Nancy-Essey à destination d'Orly s'écrase dans un champ à proximité du village, faisant 24 victimes. Une stèle commémore l'accident. 48° 27′ 01″ N, 2° 51′ 06″ E

## Politique et administration

### Liste des maires
| Période                                  | Période  | Identité         | Étiquette   | Qualité                                                            |
| ---------------------------------------- | -------- | ---------------- | ----------- | ------------------------------------------------------------------ |
| Les données manquantes sont à compléter. |          |                  |             |                                                                    |
| 1995                                     | 2014     | Claude Fréville  | Non affilié | nd                                                                 |
| 2014                                     | En cours | Christian Poteau | DVD-SE      | Chef d'entreprise Président de la Communauté de communes (2017-> ) |

## Équipements et services

### Eau et assainissement
L’organisation de la distribution de l’eau potable, de la collecte et du traitement des eaux usées et pluviales relève des communes. La loi NOTRe de 2015 a accru le rôle des EPCI à fiscalité propre en leur transférant cette compétence. Ce transfert devait en principe être effectif au 1er janvier 2020, mais la loi Ferrand-Fesneau du 3 août 2018 a introduit la possibilité d’un report de ce transfert au 1er janvier 2026,.

#### Assainissement des eaux usées
En 2020, la gestion du service d'assainissement collectif de la commune de Machault est assurée par la communauté de communes Brie des Rivières et Châteaux (CCBRC) pour la collecte, le transport et la dépollution. Ce service est géré en délégation par une entreprise privée, dont le contrat arrive à échéance le 31 juillet 2022,,.
L’assainissement non collectif (ANC) désigne les installations individuelles de traitement des eaux domestiques qui ne sont pas desservies par un réseau public de collecte des eaux usées et qui doivent en conséquence traiter elles-mêmes leurs eaux usées avant de les rejeter dans le milieu naturel. La communauté de communes Brie des Rivières et Châteaux (CCBRC) assure pour le compte de la commune le service public d'assainissement non collectif (SPANC), qui a pour mission de vérifier la bonne exécution des travaux de réalisation et de réhabilitation, ainsi que le bon fonctionnement et l’entretien des installations. Cette prestation est déléguée à l'entreprise Veolia, dont le contrat arrive à échéance le 31 juillet 2022,.

#### Eau potable
En 2020, l'alimentation en eau potable est assurée par la communauté de communes Brie des Rivières et Châteaux (CCBRC) qui en a délégué la gestion à l'entreprise Veolia, dont le contrat expire le 11 avril 2020,.

## Population et société
L'évolution du nombre d'habitants est connue à travers les recensements de la population effectués dans la commune depuis 1793. Pour les communes de moins de 10 000 habitants, une enquête de recensement portant sur toute la population est réalisée tous les cinq ans, les populations de référence des années intermédiaires étant quant à elles estimées par interpolation ou extrapolation. Pour la commune, le premier recensement exhaustif entrant dans le cadre du nouveau dispositif a été réalisé en 2004.

En 2022, la commune comptait 790 habitants, en évolution de +0,64 % par rapport à 2016 (Seine-et-Marne : +3,92 %, France hors Mayotte : +2,11 %).
| 1793 | 1800 | 1806 | 1821 | 1831 | 1836 | 1841  | 1846  | 1851  |
| ---- | ---- | ---- | ---- | ---- | ---- | ----- | ----- | ----- |
| 876  | 878  | 789  | 902  | 990  | 987  | 1 017 | 1 045 | 1 001 |

| 1856  | 1861  | 1866  | 1872 | 1876 | 1881 | 1886 | 1891 | 1896 |
| ----- | ----- | ----- | ---- | ---- | ---- | ---- | ---- | ---- |
| 1 036 | 1 027 | 1 008 | 894  | 888  | 869  | 870  | 827  | 758  |

| 1901 | 1906 | 1911 | 1921 | 1926 | 1931 | 1936 | 1946 | 1954 |
| ---- | ---- | ---- | ---- | ---- | ---- | ---- | ---- | ---- |
| 753  | 391  | 332  | 313  | 298  | 298  | 321  | 312  | 349  |

| 1962 | 1968 | 1975 | 1982 | 1990 | 1999 | 2004 | 2006 | 2009 |
| ---- | ---- | ---- | ---- | ---- | ---- | ---- | ---- | ---- |
| 332  | 316  | 305  | 367  | 538  | 634  | 680  | 685  | 710  |

| 2014 | 2019 | 2022 | - | - | - | - | - | - |
| ---- | ---- | ---- | - | - | - | - | - | - |
| 787  | 779  | 790  | - | - | - | - | - | - |

## Économie
- Épicerie faisant dépôt de pain ;
- Bar restaurant/pizzeria ;
- Quelques entreprises sont installées dans la zone artisanale ;
- Producteur de bière (hameau de Villiers).

### Secteurs d'activité

#### Agriculture
Machault est dans la petite région agricole dénommée la « Brie humide » (ou Brie de Melun), une partie de la Brie à l'est de Melun. En 2010, l'orientation technico-économique de l'agriculture sur la commune est la culture de céréales et d'oléoprotéagineux (COP).
Si la productivité agricole de la Seine-et-Marne se situe dans le peloton de tête des départements français, le département enregistre un double phénomène de disparition des terres cultivables (près de 2 000 ha par an dans les années 1980, moins dans les années 2000) et de réduction d'environ 30 % du nombre d'agriculteurs dans les années 2010. Cette tendance se retrouve au niveau de la commune où le nombre d’exploitations est passé de 4 en 1988 à 3 en 2010. Parallèlement, la taille de ces exploitations augmente, passant de 98 ha en 1988 à 240 ha en 2010.
Le tableau ci-dessous présente les principales caractéristiques des exploitations agricoles de Machault, observées sur une période de 22 ans : 
|                                      | 1988 | 2000 | 2010 |
| ------------------------------------ | ---- | ---- | ---- |
| Dimension économique,                |      |      |      |
| Nombre d’exploitations (u)           | 4    | 2    | 3    |
| Travail (UTA)                        | 7    | 1    | 5    |
| Surface agricole utilisée (ha)       | 393  | 197  | 720  |
| Cultures                             |      |      |      |
| Terres labourables (ha)              | 393  | s    | 700  |
| Céréales (ha)                        | 254  | s    | 389  |
| dont blé tendre (ha)                 | 152  | s    | 222  |
| dont maïs-grain et maïs-semence (ha) | s    | s    | s    |
| Tournesol (ha)                       | s    |      |      |
| Colza et navette (ha)                | s    | s    | s    |
| Élevage                              |      |      |      |
| Cheptel (UGBTA)                      | 0    | 0    | 0    |

## Culture locale et patrimoine

### Lieux et monuments
- Église du XIIe siècle).
- Vieux pressoir sur la place de la Mairie.
- Lavoir du hameau de Villiers.

### Héraldique
|  | Les armes de la ville se blasonnent ainsi : De gueules à la crosse d'or mouvant de la pointe accostée de deux grappes de raisin du même, tigées et feuillées de sinople; au chef émanché d'une pièce et deux demies d'argent . |